# Södermanlands runinskrifter 318
Runinskrift Sö 318 är en runsten som nu står intill Båvens sund, Helgesta socken och Flen kommun, Villåttinge härad i Södermanland.

## Inskriften
Runsvenska: Framsidan :
+ ku[fin]kR [+ au]k + hulmkaiR + Ii[tu • raisa + sta]in + at [+ ur]aiþ + faþur + sin [+ a]uk + [at] + uiborg • syṣ[tu]ṛ [+ sin]ạ • han +

Vänstra sidan :

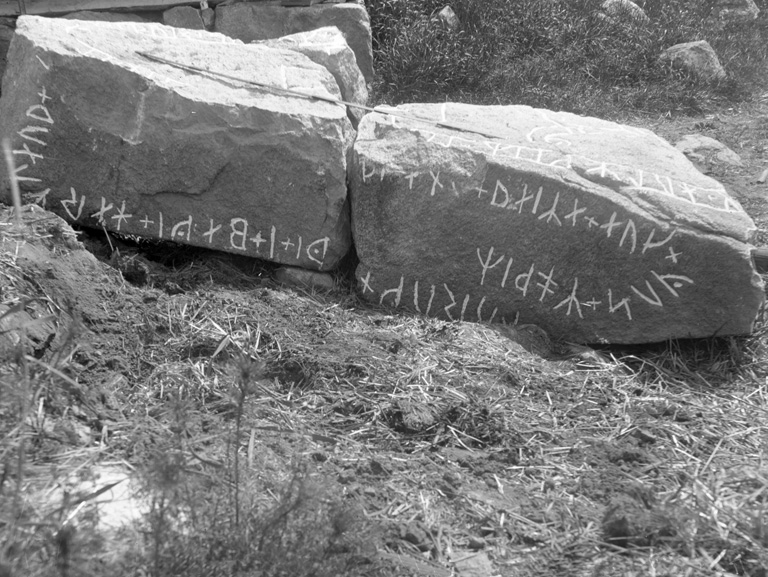
Liggande Sö 318 fotograferad av Erik Brate före 1924 med båda ristade sidor synliga.

turukṇ[a]þi + i + bagi + harmtauþ + [mukin + guþ + hial]ḅị[ + ]ạṇ[t] +þaiRa + auk + gus + moþiR
Normaliserad: Kylfingʀ ok Holmgæiʀʀ letu ræisa stæin at Vræið, faður sinn, ok at Viborg, systur sina. Hann drunknaði i Bagi, harmdauð mykinn. Guð hialpi and þæiʀa ok Guðs moðiʀ
Nusvenska: »Kylving och Holmger läto resa stenen efter Vred, sin fader, och efter Viborg, sin syster. Han drunknade i Båven, en mycket sorglig död. Gud och Guds moder hjälpe deras själ!»

## Tolkningar

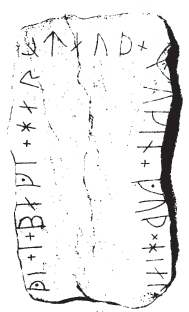
Runstens Sö 318 vänstra sidan, med namn Kylfingr

Namnet Kylfingr kan vara kopplad till etnisk eller social grupp av kylfingar, det är, förutom  Sö 318, belagt på U 320, U 419, U 445.
Stenen restes efter en kvinna med det ovanliga namnet Viborg. Namnet är bara belagt från Sö 318,  Nä 14 och möjligen DR 30.